# Acrosanthes
Acrosanthes ist eine Pflanzengattung aus der Familie der Mittagsblumengewächse (Aizoaceae).

## Beschreibung
Die Arten der Gattung Acrosanthes wachsen mattenbildend oder mit ausgestreckte langen Zweigen. Ihre Internodien sind zumindest an der Basis holzig. Die drehrunden bis flachen Laubblätter sind kahl.
Die einzelnen Blüten scheinen seitlich zu erscheinen, stehen jedoch endständig und werden von einem der unteren Seitenzweige überragt. Ihr Perigon ist fünfzipflig, wobei die Zipfel kürzer sind als die basale Röhre. Die Zipfel sind auf der Innenseite weiß. Es sind acht bis viele Staubblätter vorhanden, die meistens in Gruppen angeordnet sind. Der mittelständige Fruchtknoten ist an der Basis durch eine niedrige Scheidewand unvollständig in zwei Kammern getrennt. Die xerochastischen Kapselfrüchte mit ihrer pergamentartigen Wand verbleiben im vertrocknenden Perigon. Die abgeflachten und nierenförmigen oder kreisförmigen Samen besitzen eine runzlige Samenschale.

## Systematik und Verbreitung
Die Gattung Acrosanthes ist in den westlichen Distrikten der südafrikanischen Provinz Westkap in Winterregengebieten mit mehr als 400 Millimeter Niederschlag verbreitet.
Die Erstbeschreibung erfolgte 1837 durch Christian Friedrich Ecklon und Carl Ludwig Philipp Zeyher. Die Gattung Acrosanthes umfasst folgende Arten:
- Acrosanthes anceps (Thunb.) Sond.
- Acrosanthes angustifolia Eckl. & Zeyh.
- Acrosanthes humifusa (Thunb.) Sond.
- Acrosanthes microphylla Adamson
- Acrosanthes parviflora J.C.Manning & Goldblatt[3]
- Acrosanthes teretifolia Eckl. & Zeyh.

## Nachweise